# Doleschallia orthagoria
Doleschallia orthagoria är en fjärilsart som beskrevs av Hans Fruhstorfer 1912. Doleschallia orthagoria ingår i släktet Doleschallia och familjen praktfjärilar. Inga underarter finns listade i Catalogue of Life.